# Venta de Baños
Venta de Baños es un municipio y localidad española del sur de la provincia de Palencia, en la comunidad autónoma de Castilla y León. Cuenta con una población de 6329 habitantes (INE 2024). Tiene su origen en la estación ferroviaria que se construyó en 1860 junto a la venta de Baños de Cerrato y que, durante el siglo XX, se convirtió en el nudo ferroviario más importante de la mitad norte del país, en el que convergían las líneas entre Madrid y Galicia, Asturias, Cantabria, Vizcaya, Guipúzcoa y los enlaces a Francia por Irún/Hendaya y a Portugal por La Fregeneda/Barca de Alba y por Fuentes de Oñoro/Vilar Formoso, lo que favoreció su crecimiento y consolidación como una de las localidades más grandes de la provincia palentina pese a su origen reciente y la instalación de importantes industrias como la Azucarera en 1931, hoy desaparecida. 

## Geografía
La localidad está a una distancia de 8 km de Palencia (la capital provincial) además de 37 km de Valladolid y de 86 km de Burgos. El término municipal limita al norte y oeste con Villamuriel de Cerrato, al norte con Calabazanos y Hontoria de Cerrato, al sur con Dueñas, al este con Tariego de Cerrato.

## Historia

### Origen ferroviario

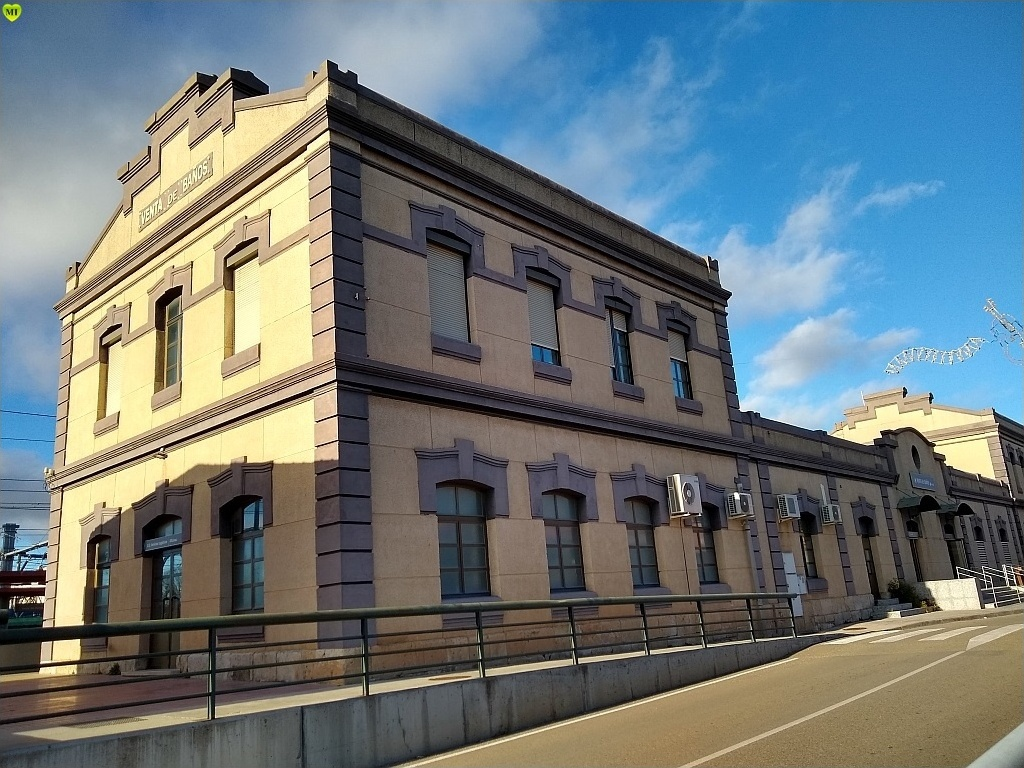
Estación de tren

La villa de Venta de Baños es una localidad de origen reciente (año de 1860), surgida al amparo del crecimiento provocado por el establecimiento del importante nudo o entronque ferroviario de la Compañía de los Caminos de Hierro del Norte de España, integrada en Renfe a partir del año 1941. En 1922 se establece la estación de clasificación y se construye la primera pasarela sobre las vías. Durante las décadas centrales del siglo XX, el tráfico ferroviario por Venta de Baños constituyó un elemento esencial del sistema español de transportes. Por otra parte, la estación de Venta de Baños, con su fonda, cantina y salas de espera, fue para varias generaciones de viajeros una referencia ineludible en la que de madrugada coincidían los numerosos trenes expresos nocturnos que enlazaban Madrid con el noroeste y el norte de España, y también el famoso Sudexpreso, París-Lisboa, y el igualmente legendario La Coruña-Barcelona, popularmente conocido como Shanghai, que atravesaba de oeste a este la península ibérica. 
Su núcleo industrial y ferroviario se instaló alrededor de lo que en origen fue una antigua venta (posada). Tuvo excelentes fondas, fábricas de azúcar (inaugurada en 1931), mantequilla y briquetas de carbón para alimentar las máquinas de vapor del ferrocarril. 

El nombre surgió de dicha venta, o posada (en la actualidad, en ruinas), cercana a Baños de Cerrato, que data del reinado de Fernando VI, cuando se creó la Red de carreteras de España, y que estaba situada en el Camino Real de Burgos, que unía Valladolid y Burgos, en 1756. En esa época, dicha venta era conocida como la venta de Baños, y de ahí el nombre. 

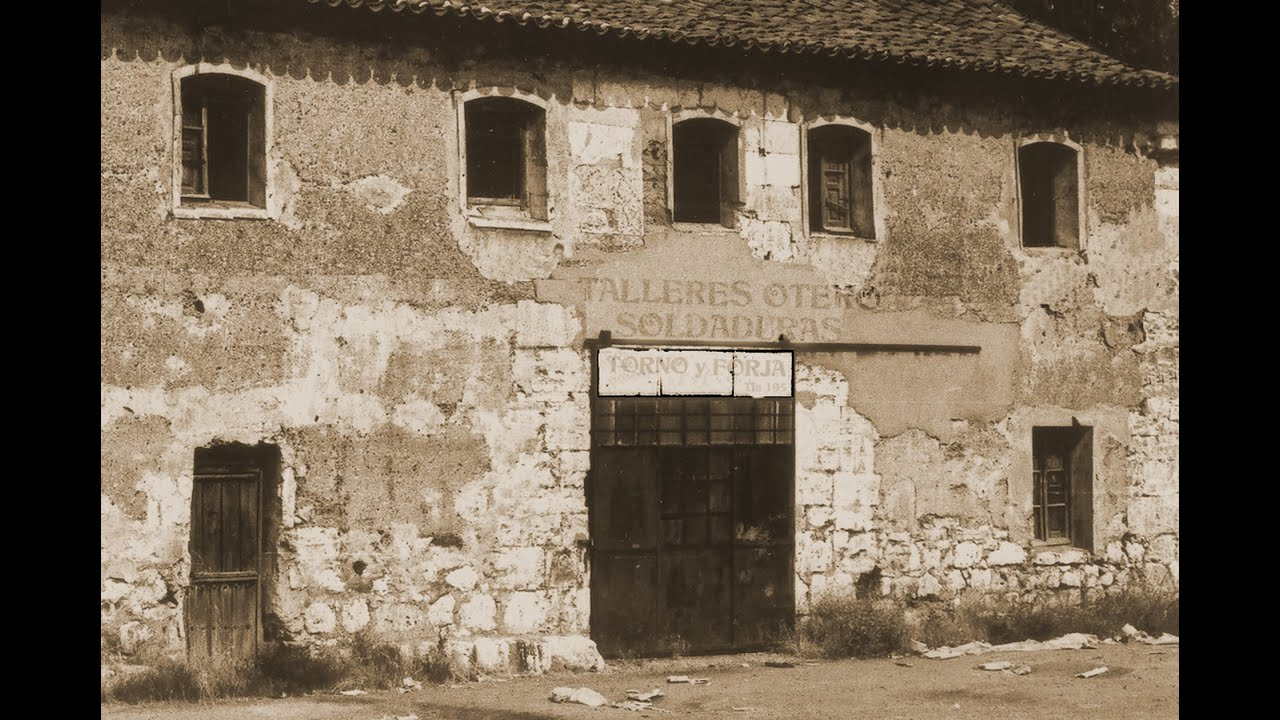
Edificio de la antigua Venta

### Crecimiento moderno
El moderno núcleo urbano de Venta de Baños es uno de los que más ha crecido demográfica y empresarialmente en los últimos años dentro del Cerrato castellano, llegando hasta el punto de casi unirse las dos villas; la moderna de Venta de Baños, con la más antigua e histórica de Baños de Cerrato.
Hasta 1977, la denominación era Ayuntamiento de Baños de Cerrato, capitalidad Venta de Baños. El crecimiento demográfico de Venta de Baños había dado lugar a una contradicción al superar a la villa histórica de Baños de Cerrato, donde se mantenía el ayuntamiento hasta que finalmente fue trasladado a la nueva localidad en 1989, año en el que también se construyó el enlace directo (by-pass) entre las vías de Venta de Baños-Burgos y la de Venta de Baños-Palencia-León a través de Magaz de Pisuerga, lo que evitaba a estos trenes tener que pasar por la estación Venta de Baños. 
En 2015, se inauguró la línea de Alta Velocidad desde Valladolid, en funcionamiento desde 2007, hasta Palencia y León, pasando por Venta de Baños. Pese a que se había llegado a anunciar que la localidad contaría con una estación propia para el AVE, la situación de crisis económica impidió la realización de este proyecto. Asimismo, en 2022 se inauguró la línea que, desde Venta de Baños, se dirige a Burgos y, en el futuro, conectará con la Y vasca y la frontera francesa a través de Irún.

## Geografía humana

### Demografía
Cuenta con una población de 6329 habitantes (INE 2024).
| Gráfica de evolución demográfica de Venta de Baños entre 1842 y 2021 |
| |
| Población de derecho según los censos de población del INE Población de hecho según los censos de población del INEEn estos censos se denominaba Baños de Cerrato: 1842, 1857, 1860, 1877, 1887, 1897, 1900, 1910, 1920, 1930, 1940, 1950, 1960 y 1970 |

### Economía
El origen de su economía se sitúa a finales del siglo XIX, principios del siglo XX, con la creación de la estación de tren de Venta de Baños y llegada del ferrocarril. Ello dio paso a otras industrias como la Briquetera (ahora Museo del Ferrocarril y Escuela Taller y municipal), la Azucarera (ya extinta) y otras infraestructuras para el transporte ferroviario y de Correos y Telegráfos, incluso tuvo su propia sub-estafeta en aquel entonces y oficina al público para envíos postales. Destacar también que su gran trayectoria e influencia en la provincia y región castellano-leonesa permitió la creación y apertura del Puerto Seco, situado al lado de la zona de polígonos industriales y que sirvió para el transporte y almacenamiento de vehículos fabricados por su proximidad con Factoría de automóviles de Renault, S.A. (FASA).
El polígono industrial de Venta de Baños, con varias empresas como INTECMA sum. industriales, INNOTEC FOOD, Electrotecnia ERGIO, Plásticos de PALENCIA, PALPAN CASTILLA, Productos solubles, S.A. (PROSOL) o Grupo CERALTO-SIRO (estos últimos famosos por sus intervenciones en el mercado mayorista, mayor plantilla y suministradores de empresas como MERCADONA, S.A. supermercados), es un gran motor para el sur de Palencia y norte de Valladolid, con conexiones con Madrid y Burgos, aunque también internacionales. 
Cabe destacar que la industria turística de interior no es menos importante en la zona. A pesar de perder el hotel-restaurante y disco bar más importante, el HOTEL SAN-GAR, otros inversores han recuperado parte de la oferta turística asociada al Bajo Cerrato, Pisuerga y Basílica de San Juan de Baños de Cerrato, con ofrenda postergada por Recesvinto. El holding RENEGAS (Repsol) - OK Hoteles/Apartahotel/Estudios Plata, Restaurante Hostal "La Basílica", aprovechando la fantástica situación de la Crtra. Burgos y Dueñas-Venta de Baños con la autovía y sus nexos de unión.
Posee supermercados del Grupo DIA, S.A. y sus filiales, Supermercados LUPA y SPAR. Además de otros distribuidores en su ya mencionado Pol. industrial.
Cabe mencionar también un negocio insignia de la provincia de Palencia: El Palacio de la Moda. Su dueño, Antonio Pérez Antolín (1934-2020) fundó esta distribuidora, creadora y galería de muebles en el corazón de la localidad en 1960 y desde entonces es parte fundamental de la comarca y Palencia.
En 1998 se instaló en la localidad la empresa cafetera Prosol, que da empleo a más de 300 personas. 

### Comunicaciones
Se accede al pueblo a través de la autovía de Castilla (A-62), la nacional N620 y las carreteras provinciales P122 que lleva al Monasterio de San Isidro y la P1222 que lleva a Tariego de Cerrato. La autovía Cantabria-Meseta (A-67) tiene su inicio en esta localidad.

## Símbolos
Escudo cortado (dividido horizontalmente en dos partes iguales): primero, de púrpura (morado), la capilla de oro (amarillo); segundo, de gules (rojo), dos calderas jaqueladas de oro y sable (negro), puestas en palo, gringoladas (terminadas en cabezas de serpientes) en sus asas de cuatro cabezas de sierpe. Al timbre, corona del Señor.
La capilla se refiere a la basílica visigótica de San Juan de Baños, declarada monumento nacional el 26 de febrero de 1897; mientras que las calderas hacen referencia a que esta localidad fue señorío de los Manrique.

## Administración y política

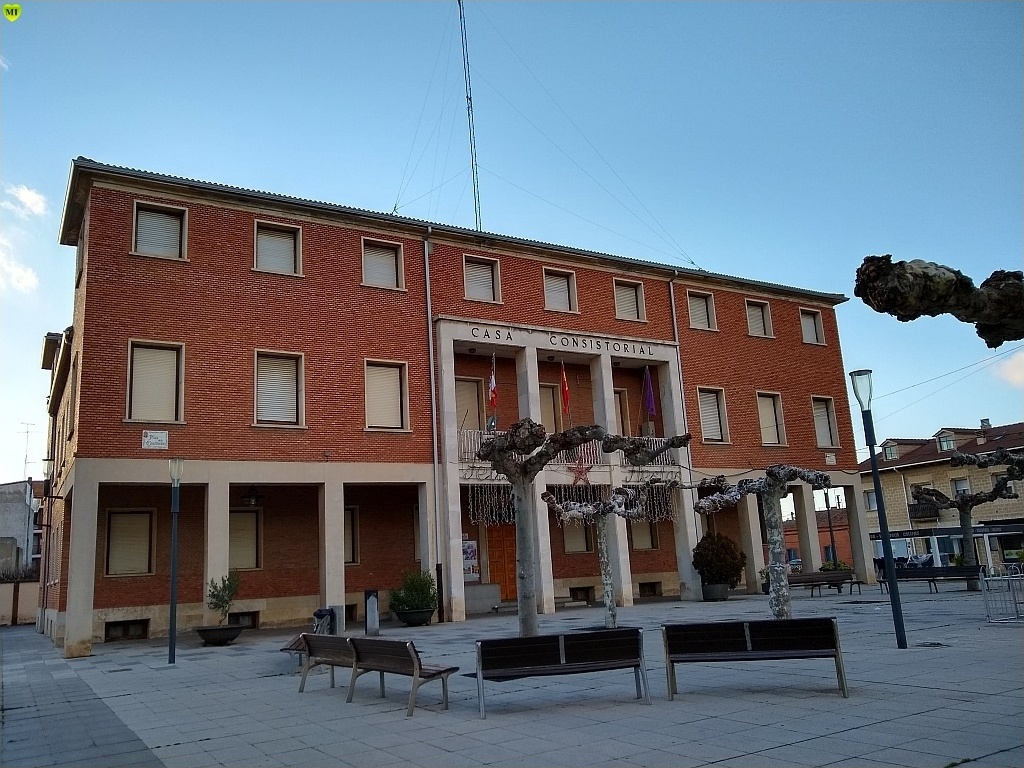
Casa consistorial

| Periodo   | Nombre                 | Partido |
| --------- | ---------------------- | ------- |
| 1979-1983 | Javier Hernández       | PCE     |
| 1983-1987 | Javier Hernández       | PCE     |
| 1987-1991 | Javier Hernández       | IU      |
| 1991-1995 | Javier Hernández       | IU      |
| 1995-1999 | Jesús Serrano          | URCL    |
| 1999-2003 | Celinda Sánchez        | PP      |
| 2003-2007 | Consolación Pablos     | PSOE    |
| 2007-2011 | Consolación Pablos     | PSOE    |
| 2011-2015 | Consolación Pablos     | PSOE    |
| 2015-2019 | Rosa Juanes Gutiérrez  | PSOE    |
| 2019-2023 | José María López Acero | PSOE    |
| 2023-act. | José María López Acero | PSOE    |

## Servicios y equipamientos

### Sanidad
La zona básica de salud de Venta de Baños (ZBS Venta de Baños) y su centro de salud atiende a los municipios/poblaciones del Bajo Cerrato que son: ALBA DE CERRATO, CASTRILLO DE ONIELO, CEVICO DE LA TORRE, CUBILLAS DE CERRATO, DUEÑAS, HÉRMEDES, HONTORIA DE CERRATO, POBLACION DE CERRATO, TARIEGO DE CERRATO, VALLE DE CERRATO, VENTA DE BAÑOS/BAÑOS DE CERRATO y    VERTAVILLO. Pertenece en exclusiva al área de influencia del Complejo Asistencial de Palencia (Hospitales Río Carrión y San Telmo) y a Sanidad de Castilla y León (SACYL).

### Educación
- Colegio público Ángel Abia, de educación infantil y primaria.
- Colegio público Cruce de Castilla, de educación infantil y primaria
- Colegio concertado Sagrado Corazón-León Dehón, de educación infantil, primaria y secundaria
- IES Recesvinto, de educación no universitaria, secundaria, bachillerato y FP
- Escuela municipal y autonómica Infantil José Antonio Celemín
- Centro de FPO municipal escuela taller-museo del ferrocarril

### Servicios sociales
- Centro social municipal de 3.ª edad Santa Rosa de Lima

### Residuos
- Recogida de enseres
- Punto limpio
- Escombrera municipal

### Instalaciones deportivas
- Campo municipal de deporte. Polideportivo Amador Alonso Moras: con piscina olímpica, vaso de chapoteo y vaso irregular, frontón cubierto municipal, pistas de tenis, fútbol sala y campo de fútbol de hierba natural, pista de atletismo.
- Campo 150 aniversario: campo de hierba artificial de última generación. Debe su nombre a que fue inaugurado el 18–12–2010 año que se conmemoraba el 150 aniversario de la llegada del ferrocarril a la localidad. Fue inaugurado por Andoni Imaz futbolista internacional por la selección española de fútbol.
- Pabellón de deportes Marta Domínguez: pabellón cubierto con pistas de baloncesto, fútbol sala, voleibol, sala de musculación, gimnasio, etc.
- Cancha de baloncesto: situada en la plaza de Santa Rosa, junto a la iglesia del mismo nombre y al colegio Sagrado Corazón.

### Centros culturales
- Centro cultural La Briquetera. Acoge la biblioteca pública, salas de exposiciones y teatro.
- Centro juvenil cultural municipal

El punto de información juvenil de Venta de Baños es un servicio Gratuito de orientación e información, perteneciente a la Red de Servicios de Información de la Junta de Castilla y León, dirigido a los jóvenes de la localidad.
- Centro social municipal: principalmente en sus diferentes salas se imparten numerosos cursos. En él se dan cita las distintas asociaciones de la localidad, donde desarrollan sus actividades.
- Centro Polivalente: en él se imparten diferentes cursos, y sus salas sirven de punto de reunión para las asociaciones.

## Cultura

### Patrimonio
Posee importantes piezas arquitectónicas de carácter religioso como:

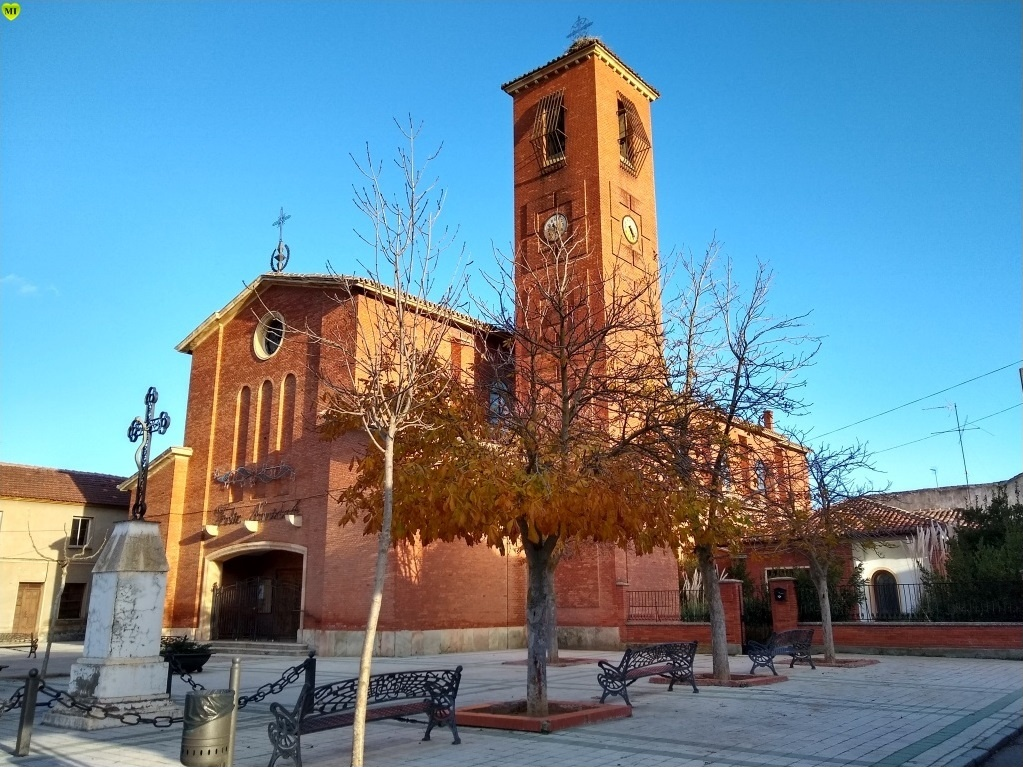
Iglesia de Santa Rosa de Lima

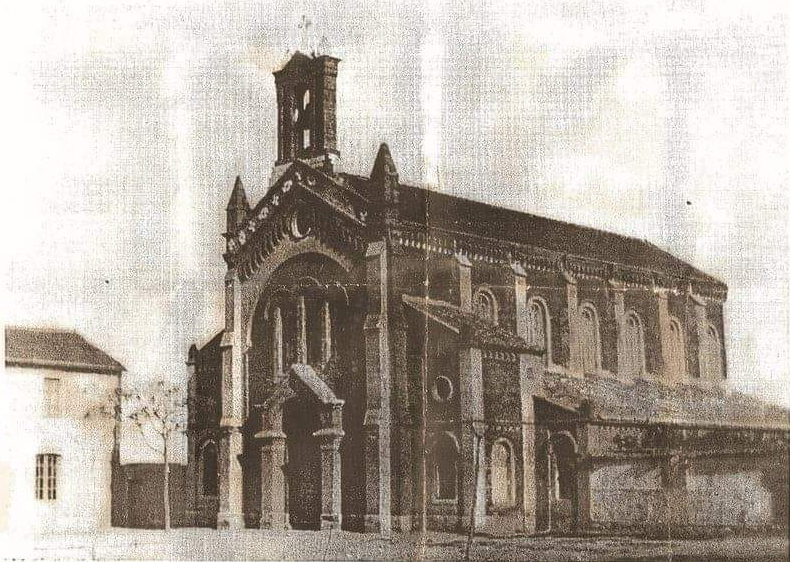
Antigua parroquia

- Iglesia de Santa Rosa de LimaIglesia modernista de Santa Rosa de Lima: patrona de Venta de Baños, inaugurada en el 1953, y que reemplazó en su mismo solar a otra más airosa, neorrománica de 1897, ya desaparecida. Los orígenes de la parroquia de Venta de Baños se remonta al siglo XII, cuyo documento más antiguo está rubricado en el año 1167 por el rey Alfonso VIII. Esta alusión haría referencia a la antigua parroquia de San Martín de Tours del cercano monasterio de San Isidro de Dueñas, pues en 1896, el obispo de Palencia Enrique Almaraz y Santos, aprobó el traslado de esta antigua parroquia a Venta de Baños para dar cobertura a esta incipiente población que se había generado en torno a la estación. La nueva iglesia se construyó en unos terrenos donados por Rosa Paredes Contreras (1853-1911), natural de Tariego de Cerrato, posadera y vecina de Venta de Baños. En reconocimiento a esta donación, desde su fallecimiento en 1911, se convertiría también en titular de la nueva parroquia la santa peruana Santa Rosa de Lima (1586-1617). La construcción se inició el 5 de mayo de 1896, siendo dirigidas las obras por el padre Nivardo, quien había sido el encargado de llevar a cabo el asentamiento de la comunidad trapense en Dueñas en 1891. Para ello, tomó como modelo la Chapelle du Pèlerinage que él mismo había construido entre 1884 y 1889 junto al monasterio de su procedencia, Santa María del Desierto, en Francia, siendo inaugurada el 26 de julio de 1897Antigua parroquia. Gracias al asentamiento de importantes fábricas, la población sufrirá un crecimiento exponencial y el nuevo templo pronto se quedó pequeño para acoger la afluencia cada vez mayor de feligreses. Ante esta situación, en 1952, fue derribada para construir la iglesia actual, diseñada por el arquitecto palentino Luis Carlón Méndez-Pombo (1910-1988), siendo consagrada el 29 de agosto de 1953, momento a partir del cual desaparece la titularidad de San Martín y San Isidro y tan sólo conserva la de Santa Rosa de Lima.

- Basílica visigótica de San Juan de Baños: patrón de Baños de Cerrato. Se ha dicho que la basílica de San Juan de Baños es la iglesia más original y española de todo el arte visigodo, mandada construir por el Rey Recesvinto en el año 661. Es el más antiguo de los templos cristianos de España.

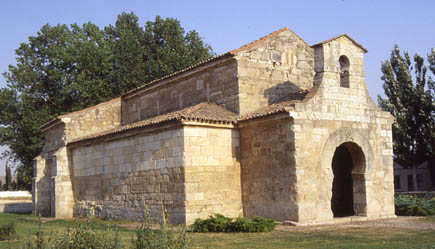
San Juan de Baños

- Iglesia de San Martín de Tours: se trata de la parroquia histórica de Baños de Cerrato, cuya construcción actual data de finales del siglo XVI, aunque algunos restos decorativos situados en el presbiterio, al lado de la Epístola, pueden encuadrarse en el siglo XIV, pertenecientes a la iglesia anterior sobre la que se levanta la actual.

- Iglesia de Nuestra Señora de la Asunción de Venta de Baños: se trata la primitiva capilla de los Hermanos Maristas, quienes llegaron a Venta de Baños en 1918 para hacerse cargo de una escuela para hijos de ferroviarios. La escuela estaba próxima a la actual parroquia de Santa Rosa pero, un año después, compran una casa con los terrenos colindantes al otro lado de la vía para construir un Juniorado o casa de formación «que era una sala rectangular que abría sus ventanas frente al chalé, bajo el dormitorio de la primera planta», se construyó en 1919. El templo resistió en pie durante la guerra civil pero sufrió graves desperfectos a causa de un fortísimo vendaval que azotó la ciudad en 1940. Los daños hacían prácticamente imposible su reparación por lo que ante el inminente peligro de ruina fue finalmente derribada. A partir de ese momento los Hermanos Maristas inician las gestiones para edificar una nueva iglesia y se diseña un templo más espacioso con una torre similar a la anterior pero mucho más alta (22 metros), «a modo de castillo y coronada de evocadoras almenas». Esta casa de formación funcionó como tal hasta 1994, momento en el que pasó a depender de otros propietarios y, desde 1996, funciona como una residencia de mayores bajo el nombre de "Baño Salud".

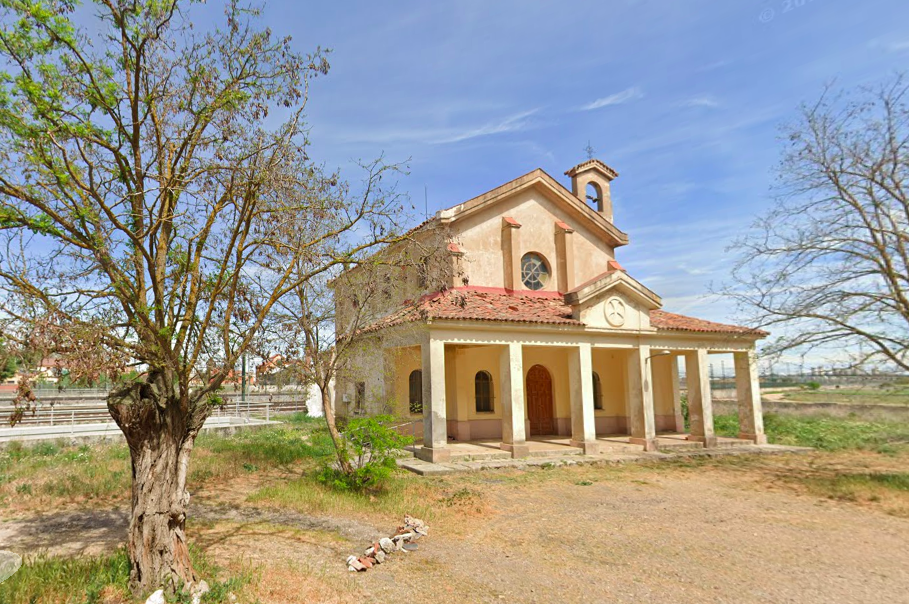
Iglesia de Santa Marta

- Iglesia de Santa MartaIglesia de Santa Marta: patrona de los ferroviarios. Esta iglesia se encuentra situada dentro de las denominadas casas de la Renfe.

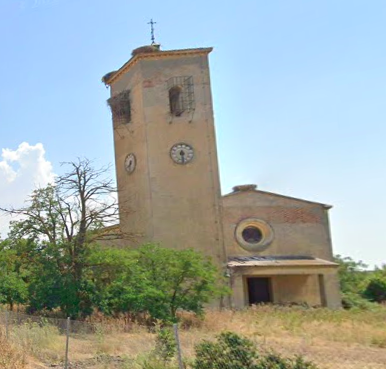
Iglesia de la Azucarera

- Iglesia de la AzucareraLa construcción de la iglesia azucarera en Venta de Baños se remonta al auge de la industria azucarera en la zona a finales del siglo XIX. En aquel entonces, la localidad era conocida por sus fábricas de azúcar y la comunidad decidió construir una iglesia en honor a San Isidro Labrador, patrono de los agricultores, para dar gracias por las cosechas y pedir su protección. La iglesia azucarera fue diseñada por un arquitecto local que se inspiró en el estilo neoclásico para crear una estructura elegante y sencilla, pero con detalles originales que reflejaban la importancia del azúcar en la economía de la región. Los detalles en azul de la fachada simbolizan el color del azúcar y contrastan con el blanco de las paredes, creando una combinación única y llamativa. Actualmente amenaza ruina.

### Museo del Ferrocarril

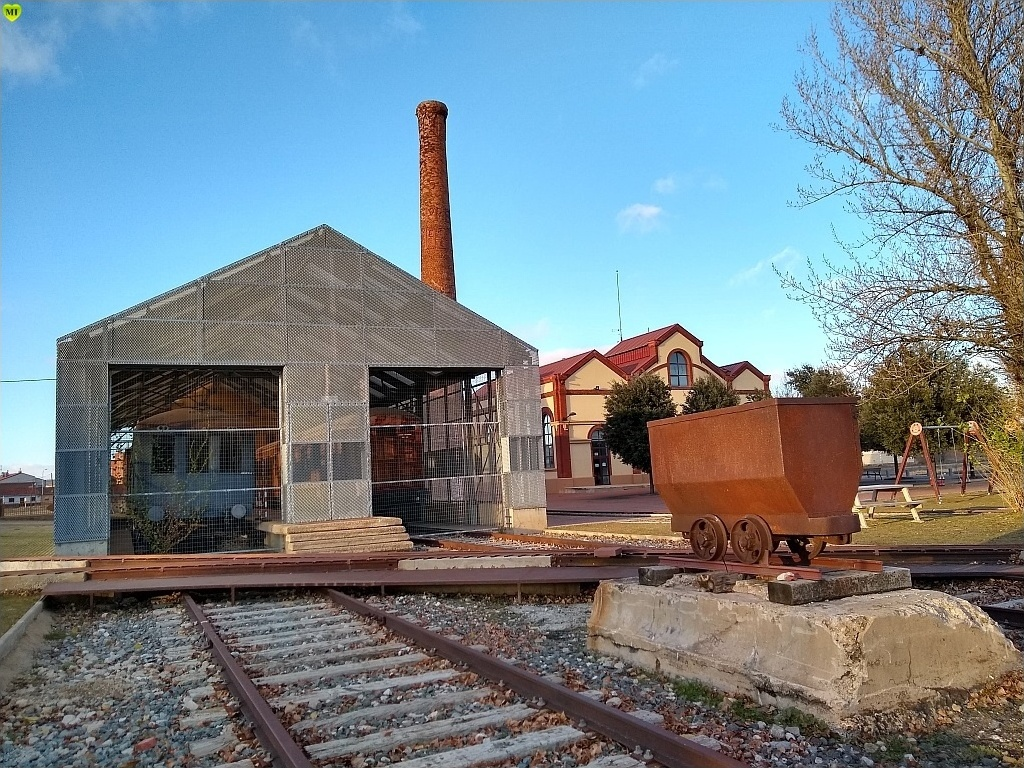
Museo del Ferrocarril

El Museo del Ferrocarril de Venta de Baños es una iniciativa del Ayuntamiento de Venta de Baños para homenajear la historia del ferrocarril en esta localidad española.
La estación de tren de Venta de Baños fue inaugurada en 1860 y pronto se convirtió en un importante centro neurálgico de la Compañía de Caminos de Hierro del Norte de España.
La estación acogió numerosas visitas de la realeza española y la actividad de trasbordo de mercancías, especialmente ganado y vino, fue muy importante.
El proyecto museográfico busca recopilar y exponer la historia de la estación y del ferrocarril en Venta de Baños, y se inspira en la relación histórica entre esta localidad y el ferrocarril.

### Fiestas patronales
- 24 de junio: San Juan Bautista. Baños de Cerrato
- 23 de agosto: Santa Rosa de Lima. Venta de Baños

### Actividades socioculturales anuales
- Noche de las velas en Baños de Cerrato
- Concierto solidario VdBRock
- Programa "Noches de Verano"
- Cabalgata de Reyes Magos
- "Pabellolandia"

## Deportes

### Eventos

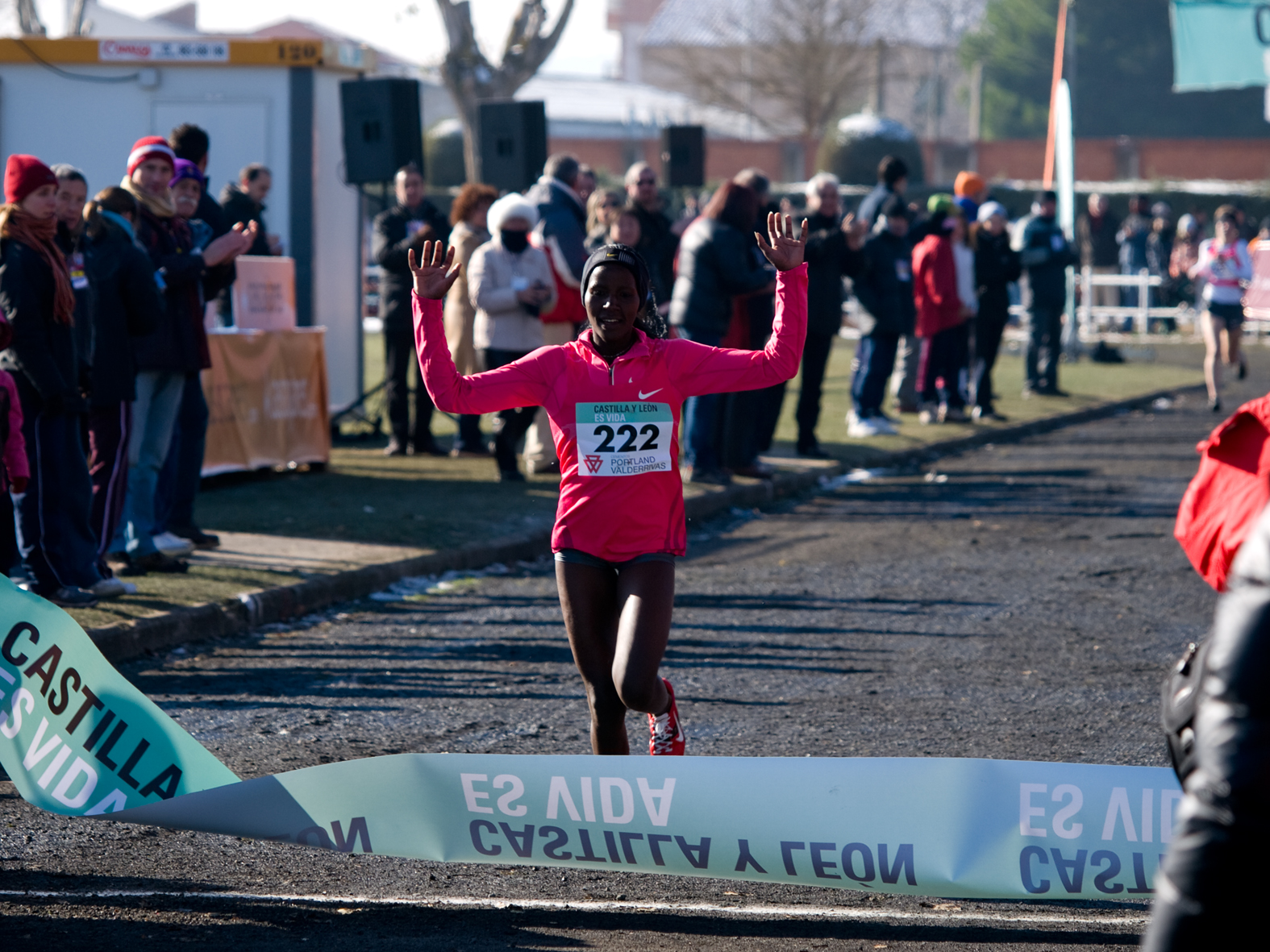
Llegada a meta de Verónica Nyaruai en el Cross del 2009

- Cross Internacional de Venta de Baños, el más importante, es una cita todos los años a finales del mes de diciembre.
- Memorial Emilio Alonso, torneo de pelota vasca celebrado en las fiestas patronales, en agosto.
- Torneo de Invierno de Fútbol Sala de Venta de Baños, en el año 2007 celebró su XVIII edición.
- Torneo Navidad Palomo Viudo de Venta de Baños, de fútbol sala
- Memorial Jesús Aguado, torneo de fútbol sala celebrado en el mes de junio. Se trata de un maratón de fútbol realizado durante un fin de semana completo. Con gran participación y premios a la altura.
- Torneo de Baloncesto Ciudad de Venta de Baños, en el año 2009 celebró su XXIXª edición.
- Torneo de Navidad de baloncesto de Venta de Baños, en el año 2009 celebró su V edición.
- Campus de baloncesto de Venta de Baños, en el año 2009 celebró su III edición.

### Equipos federados
- Club Deportivo Pisuerga de Venta de Baños de baloncesto masculino sénior; en la temporada 2009/2010 logra el ascenso a 1.ª Nacional.
- Club Deportivo Pisuerga de Venta de Baños de baloncesto masculino, júnior aut.
- Club Deportivo Pisuerga de Venta de Baños de baloncesto masculino sénior veteranos, 1.ª provincial.
- Escuela municipal de baloncesto de Venta de Baños de baloncesto masculino, cadete.
- Escuela municipal de baloncesto de Venta de Baños de baloncesto masculino, infantil.
- Escuela municipal de baloncesto de Venta de Baños de baloncesto mixto, alevín.
- Escuela municipal de baloncesto de Venta de Baños de baloncesto, benjamín.
- Escuela municipal de baloncesto de Venta de Baños de baloncesto mixto, pre-benjamín.
- Club Deportivo Venta de Baños de voleibol femenino, segunda división, grupo A (a fecha de temporada 2006/2007).
- Club de Fútbol Venta de Baños de fútbol masculino, tercera división (a fecha de temporada 2010/2011).
- Club Deportivo Venta de Baños de fútbol masculino, primera división provincial juvenil (a fecha de temporada 2006/2007).
- C.P.M. Venta de Baños de fútbol masculino, primera división provincial Cadete G.2 (a fecha de temporada 2006/2007).
- C.P.M. Venta de Baños de fútbol masculino, segunda división provincial alevín (a fecha de temporada 2006/2007).
- Venta de Baños Rugby Club, equipo de rugby existente durante el periodo 2003–2005.
- C. D. Pisuerga, equipo de atletismo, continuación de la extinta escuela municipal de atletismo de Venta de Baños. Entrenado por Mariano Díez.
- Venta de Baños White Sharks, equipo de fútbol americano existente desde el año 2006
- Escuela municipal de tenis (pista de tenis) existente desde octubre de 2011

## Ciudades hermanadas
- Coulounieix-Chamiers (Francia)
- Tifariti (Sahara Occidental)
- Tolosa (España)